# Viola Odebrecht
Viola Odebrecht (Neubrandenburg, 11 de fevereiro de 1983) é uma futebolista alemã. 
Esteve na seleção alemã campeã da Copa do Mundo de Futebol Feminino de 2003, e no ano seguinte conquistou com sua equipe a medalha de bronze nas Olimpíadas de 2004, em Atenas.